# Antonín Čuřík
Antonín Čuřík (11. února 1884 Ostrata – 8. června 1953 Brno) byl československý odborový předák, politik a meziválečný poslanec Národního shromáždění za Československou stranu lidovou, později za Hlinkovu slovenskou ľudovou stranu a nakonec za Republikánskou stranu zemědělského a malorolnického lidu.

## Biografie
Původně se angažoval v katolickém politickém táboře a křesťansko sociální straně, v níž v letech 1908–1910 působil jako člen výboru. V letech 1913–1917 byl členem předsednictva Všeodborového sdružení křesťanského dělnictva, od roku 1918 generálním tajemníkem této odborové organizace.
V letech 1918-1920 zasedal za lidovce v Revolučním národním shromáždění a v parlamentních volbách v roce 1920 se za ně stal poslancem Národního shromáždění, přičemž mandát obhájil v parlamentních volbách v roce 1925. Byl generálním tajemníkem brněnského Ústředí křesťanských odborových organizací napojeného na lidovou stranu, za kterou také zasedal v Národním shromáždění. V roce 1929 se ovšem po rozkolu v odborech od lidové strany odtrhl a založil vlastní politickou formaci nazvanou Československá strana křesťansko-sociální, do níž přetáhl i moravskou organizaci katolických odborů. Důvodem k odchodu ze strany byl Čuříkův nesouhlas s některými kroky pravicové vlády takzvané panské koalice.
V parlamentních volbách v roce 1929 kandidoval se svou novou politickou stranou na kandidátce Hlinkovy slovenské ľudové strany a získal mandát. V roce 1932 se s Čuříkem spojil další odpadlík od lidovců, Alois Kaderka a vytvořili novou politickou stranu, Československá strana křesťansko-sociální a domkářsko-malozemědělská. Spojenectví se ovšem roku 1935 rozpadlo, mimo jiné i kvůli rostoucí Čuříkově orientaci na agrární stranu. Právě za agrárníky Čuřík úspěšně kandidoval v parlamentních volbách v roce 1935 a opět získal poslanecké křeslo. Poslanecké křeslo si oficiálně podržel až do zrušení parlamentu roku 1939, přičemž krátce předtím ještě v prosinci 1938 přestoupil do nově vzniklé Strany národní jednoty.
Během války a po válce se již politicky neangažoval.
Profesí byl odborovým předákem. Podle údajů z roku 1935 bydlel v Moravské Ostravě.